# Inalpi Arena
O Palasport Olimpico, operando oficialmente com o nome patrocinado de Inalpi Arena, exceto durante eventos que proíbem nomes de patrocínio, quando geralmente é conhecido simplesmente como PalaOlimpico, ou ocasionalmente PalaIsozaki em homenagem ao seu arquiteto, é uma arena coberta multiuso localizada no Parque Olímpico de Torino, no distrito de Santa Rita, em Turim, na Itália. Inaugurada em dezembro de 2005, a arena tem capacidade para 12.350 lugares quando está montada para hóquei no gelo. É a maior arena esportiva coberta da Itália.
A arena foi originalmente construída com o custo de €87 milhões para os Jogos Olímpicos de Inverno de 2006, e junto com o Torino Esposizioni, sediou eventos de hóquei no gelo. Fica a poucos metros a leste do Estádio Olímpico. Desde 2021, o Pala Alpitour é sede do ATP Finals de tênis.
Entre 8 de agosto de 2014 e janeiro de 2024, a arena foi renomeada para Pala Alpitour após um acordo de patrocínio com a empresa de viagens italiana Alpitour. Em novembro de 2020, tornou-se a quinta arena, a primeira na Itália, a ser admitida como membro do International Circuito Venue Alliance. Em 11 de janeiro de 2024, um acordo de cinco anos foi anunciado com a Inalpi (uma empresa de laticínios com sede em Moretta) para se tornar o novo patrocinador de naming rights da arena, que assim foi chamada de Inalpi Arena.